# 张炬 (音乐人)
张炬（1970年5月17日—1995年5月11日），湖南人，是一位中国音乐家。

## 生平
生于中国湖南省，與丁武在1988年共同创建唐朝乐队，張在樂隊裡擔任贝斯手。1995年5月11日晚，張炬在北京西三环紫竹桥骑摩托车正常行驶时被一辆东风EQ140型货车的拖车挂倒，被送往紫竹桥西南方向的466医院后因伤势过重去世，骨灰安放在河北保定梁各庄（清西陵）。

## 纪念专辑
- 《再见张炬》（1997年11月）：北京第一代摇滚歌手（除崔健之外）几乎全部登场亮相，其中包括：栾树、丁武、臧天朔、面孔、歇斯、张楚、骅梓、窦唯、高旗、陈劲、郭怡广等。制作周期从当年10月到次年5月，历时半年之久。负责制作的天蝎公司几乎到了破产的地步。

- 《礼物》（2005年5月）：2005年4月，由北京声音工作室发起，著名音乐人峦树担纲制作，张炬生前好友唐朝乐队、许巍、周晓鸥、张楚、高旗、汪峰、李延亮、陈劲、马上又、姜昕、李小龙及乐坛新晋创作人布衣乐队、查可欣、亚宗参与创作、录制，同时也是众人送给张炬及其家人的一份礼物的合辑唱片《礼物》，仅用一个月的时间便告完成。